# Grumantite
La grumantite è un minerale.